# На задвірках (фільм)
«На задвірках» (ест. Tagahoovis) — чорно-білий художній фільм, знятий 1956 року режисером Віктором Невежіним на Талліннській кіностудії.
Екранізація однойменної повісті Оскара Лутса. Прем'єра фільму відбулася 13 лютого 1957 року.

## Сюжет
Дія кінокартини відбувається у 1930-ті роки на околиці одного з міст буржуазної Естонії. Фільм оповідає про життя на задвірках людської гідності його мешканців.

## В ролях
- Іта Евер — Тетяна Миколаївна, молода вдова з двома дітьми (дублювала Віра Федорова)
- Ейно Баскін — Бєльський, колишній білогвардійський офіцер
- Катрін Вяльбе — Вейка, прачка
- Каарел Карм — Праги, журналіст (дублював Пауль Варанді)
- Еве Ківі — Роозі, дочка прачки (дублювала Є. А.). Євдокимова)
- Хуго Лаур — Сойн (дублював М. М. Шаримов)
- Лізл Ліндау — Феня (дублювала Е. А.). Пересвітова)
- Мета Лутс — Паула (дублювала Еге. Енок)
- Олев Тінн — Муркін, друг Бєльського (дублював П. П.). Любарів)
- Аадо Химре — Менуск (дублював Би. Ісаков)
- Олев Ескола — Кярт, дублював Н. Єгоров
- Еріх Яансоо — Герберт (дублював Ст. Єрмолаєв)
- Еві Рауер-Сіккель — Марія (дублювала Є. А. Блінова)
- Альфред Ребане — капрал (дублював С. С.). Гусєв)
- Ервін Абель — Пастеллі
- Айно Тальві — Сяйнас (дублювала І. Савускан)
- Ільмар Таммур — Бражніков, один із братів
- Франц Малмстен — Трей (дублював Н. А.). Григор'єв)
- Олександр М'яги — Сась (дублював Н. М.). Устюжанінов)
- Арно Суурорг — Тібількін (дублював Валентин Архипенко)
- Анна Тамм — Ряятс (дублювала М. М.). Захарова)
- Йоханнес Ребане — Бражніков, один із братів (дублював Євген Власов)
- В'ячеслав Сірін — Бражніков, один із братів
- Лайне Месікяпп — Берта
- Інна Таарна — повія «матусі» Праці

## Знімальна група
- Режисер — Віктор Невежин
- Сценаристи — Андрес Сярєв, Віктор Невежин
- Оператор — Семен Шко́льников
- Композитор — Борис Кирвер
- Художник — Майму Ваннас